# Alfea
Alfea è un altro nome con cui si indicava la città di Pisa, in Toscana, Italia. Tale nome è dovuto alla provenienza dei suoi fondatori di origine greca.

## Onomaturgia
Circa trecento anni prima della Guerra di Troia, ovvero intorno al 1616 a.C., Pelope figlio di Tantalo, degli Alfei Pelasgi, fondò nell'Etruria Meridionale Marittima una città chiamata Pisa, tra le preesistenti Cere e Saturnia. I Pelasgi provenivano dalla valle del fiume Alfeo situata in Grecia, là dove era un luogo chiamato anch'esso Pisa.
La prova di una città di Pisa tra Cere e Saturnia è attestata da diverse fonti, tra le quali un frammento delle Origines di Catone (in Dionisio d'Alicarnasso), il libro 10 dell'Eneide di Virgilio, un'epigrafe d'epoca romana in cui si parla della stazione navale di Pisa e l'epitaffio di Laris Pulenas.

## Origine di un fraintendimento storico
Pisa degli Alfei non è però l'attuale città di Pisa, sulle rive dell'Arno. Quest'ultima, situata geograficamente nella Liguria d'epoca repubblicana romana, fu fondata con tutta probabilità dai Liguri e poi conquistata successivamente dagli Etruschi. Viene menzionata da storici romani per la prima volta nel 225 a.C., quindi ben 1200 anni dopo la fondazione della Pisa greca che forse all'epoca già non esisteva più. Da qui la confusione in molti scrittori o storici di ritenere le due Pisa la stessa città.
Andrea da Barberino (1370-1432) ne scrive in "La gesta de' Reali di Brettagna: dopo la morte del re Artú", una narrazione (con citazione di presunte fonti storiche) della favolosa storia della stirpe reale francese di Fiovo, figlio di Costantino imperatore, sino a Carlo Magno. L'opera viene a essere una specie d'introduzione generale ai successivi cicli carolingi. 
"(...) fu Alfea molto utile allo stato di Gostantino, ed era camera e ricetto della gente di Gostantino e dello imperio di Roma; e però fu sempre chiamata negli ordini imperiali camera d'imperio e pesatore delle ricchezze di Roma. Però perdé il nome d'Alfea e fu chiamata Peso, cioè pesatore delle ricchezze e omaggi imperiali di Roma; e dal nome di Peso è venuto ch'ella ène chiamata Pisa; ma il suo proprio nome è Alfea o Peso".
Nei secoli passati illustri studiosi (eruditi), dalla metà del quattrocento fino all'inizio del novecento, si dedicarono all’analisi delle suggestioni della discendenza dei Pelasgi Alfei (i pisani) da Giacomo d'Alfeo.
Una leggenda simile sui Pelasgi Alfei è tramandata anche per Napoli.